# Villa Hohenlohe

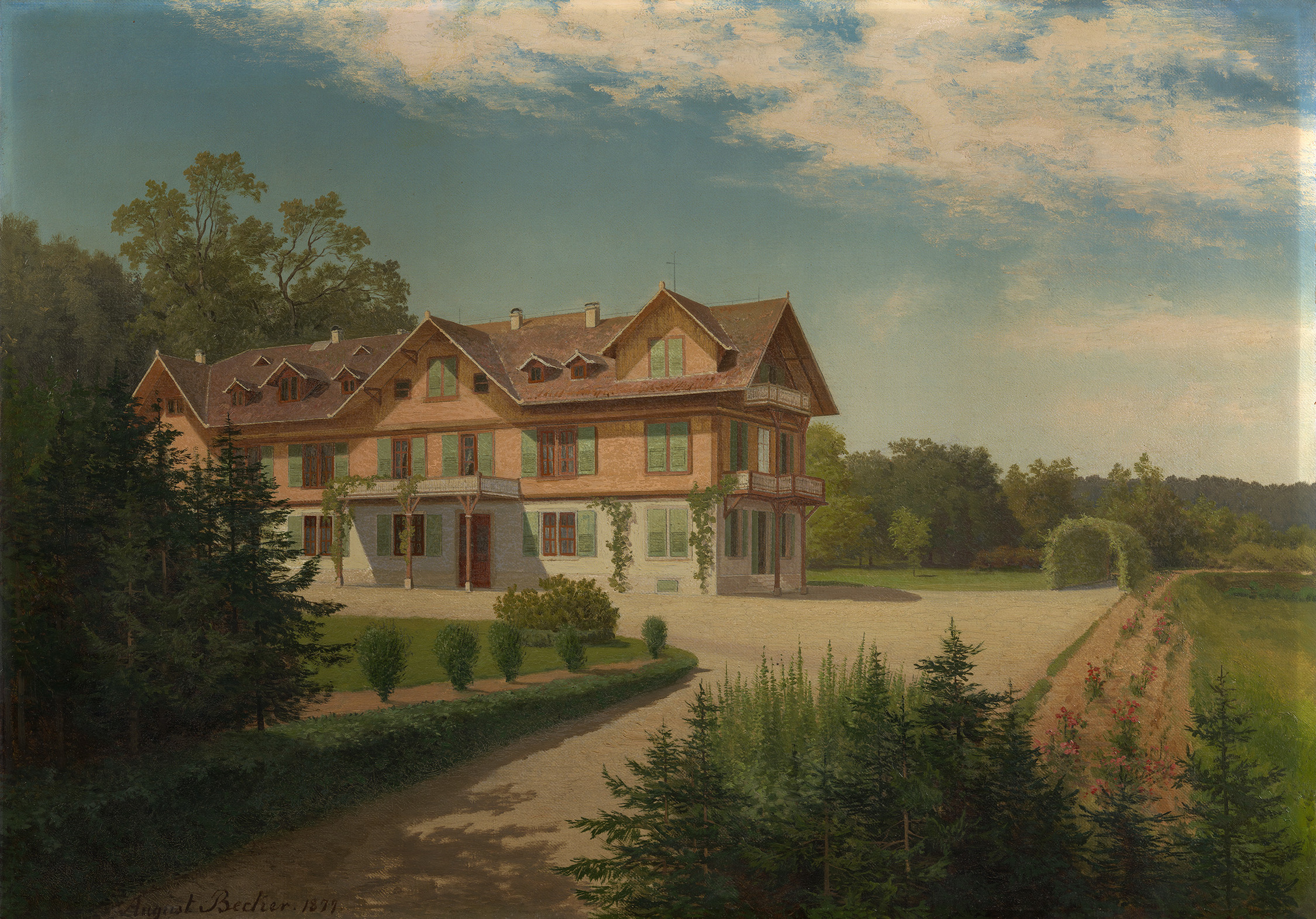
Villa Hohenlohe, Ansicht, gemalt von August Becker, 1877, Royal Collection

Die Villa Hohenlohe war ein Landhaus im Schweizerstil. Es entstand im 19. Jahrhundert an der Kapuzinerstraße 14 in Baden-Baden und wurde 1970 abgerissen. Ab 1863 besaß es Feodora zu Leiningen, die vormalige Fürstin von Hohenlohe-Langenburg, als Witwensitz. Von 1872 bis 1889 war dessen Eigentümerin deren Halbschwester und Erbin, die englische Königin Victoria.

## Geschichte
Bauherr des Anwesens auf dem Michaelsberg bei Baden-Baden, das zuvor einen Teil der Villa Friesenberg gebildet hatte, war der Zimmermeister Ferdinand Koch, der es bis 1861 zu einem stattlichen Chalet im Schweizerstil aus- und umbauen ließ. Solche Gebäude entsprachen dem romantischen Ideal der Naturverbundenheit und erfreuten sich im 18. und 19. Jahrhundert im Zusammenhang mit der Verbreitung der Idee des Landschaftsgartens zunehmender Beliebtheit. Von Koch erwarb Feodora zu Hohenlohe-Langenburg das Objekt im Herbst 1863, um es als Witwensitz zu nutzen. Bei diesem Erwerb wurde sie durch ihre Halbschwester, die englische Königin Victoria, finanziell unterstützt.

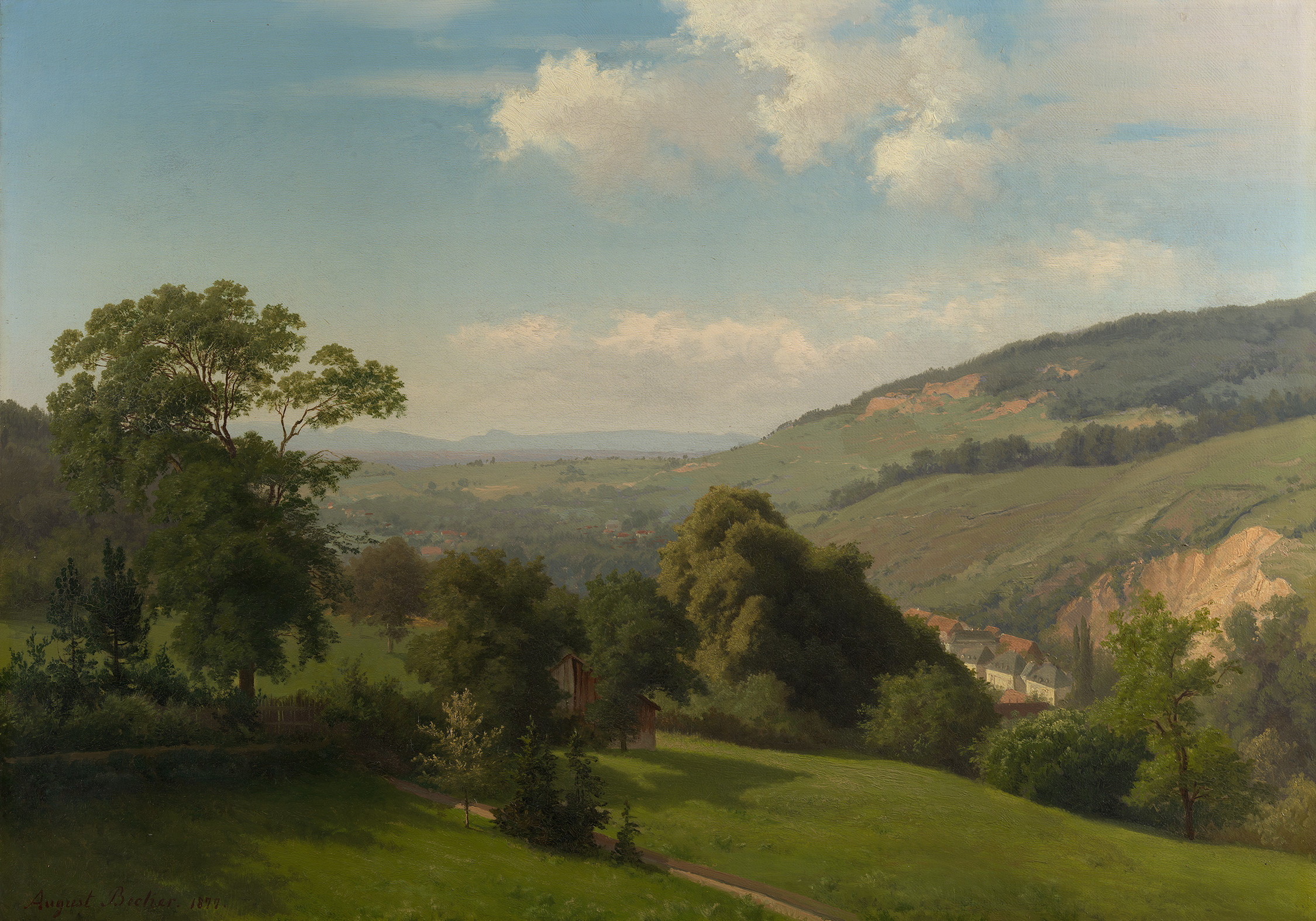
A View From the Villa Hohenlohe, 1877 gemalt von August Becker, Royal Collection

Auch Victoria gefiel das Haus, als sie im März 1872 während eines Besuchs bei ihrer erkrankten Halbschwester darin wohnte. Ein weiterer Besuch der Königin, die mit dem Tod ihrer Halbschwester Eigentümerin des Hauses geworden war, fand im Frühjahr 1876 statt. Bald darauf erteilte sie dem Düsseldorfer Landschaftsmaler August Becker den Auftrag, das Haus zu malen. Dieser Künstler hatte bereits 1854 über seinen Bruder, den Hofbeamten Ernst Becker, Verbindungen zu Victorias Prinzgemahl Albert geknüpft. Seinen Auftrag führte August Becker auf der Grundlage von örtlichen Skizzen, die im März 1877 entstanden, bis zum Herbst 1877 durch zwei aufeinander bezogene Bilder aus, die heute auf Osborne House hängen. Eines zeigt das Landhaus als Ansicht von der Kapuzinerstraße, das andere zeigt den Ausblick vom Haus auf das Oostal und die Rheinebene.
Ein letzter Besuch Victorias in Baden-Baden fand 1880 statt. Für etwa zwei Wochen weilte sie im April jenes Jahres in Begleitung ihrer Tochter Beatrice in dem Haus. 1889 wurde die Immobilie an den Kaufmann Alfred Eckhardt (1840–1926) verkauft. Dieser ließ das Haus alsbald weiter ausbauen, ohne dessen Charakter als schlichtes Landhaus zu verwischen. Eckhardts Witwe veräußerte das mittlerweile in mehrere Einheiten aufgeteilte und heruntergekommene Anwesen 1931 an eine Frau Schirmer aus Leipzig, die es bis zum Abriss im Jahr 1970 besaß.